# Косовске безбедносне снаге
Косовске безбедносне снаге (КБС; алб. Forca e Sigurisë së Kosovës) је војска Републике Косово. КБС имају задатак да бране суверенитет и територијални интегритет Косова, војну подршку цивилним властима и учешће у међународним мировним мисијама и операцијама. Од 2018. у процесу су трансформације у Оружане снаге Косова.
Косовске безбедносне снаге су основане 21. јануара 2009. из снага Косовског заштитног корпуса, односно пређашње терористичке Ослободилачке војске Косова. Постојање КБС је нелегално према међународном праву и Резолуцији 1244, која наводи КФОР као једине оружане снаге на простору Косова и Метохије.

## Историја
Након рата на Космету 1999, УН-овом резолуцијом број 1244 на Косову је успостављена Привремена административна мисија Уједињених нација на Косову уз сигурносну потпору НАТО-а тј. КФОР-а. КФОР је стигао на Косово 12. јуна 1999. под мандатом УН.
Косово је прогласило независност у фебруару 2008. године. Дана 21. јануара 2009. су основане КБС из људства некадашњег Косовског заштитног корпуса које је претходно проверено. КБС није наследник заштитног корпуса који је претходно распуштен. Оснивање КБС су помогле земље НАТО-а, нпр. САД је донирао војне униформе, Немачка војна возила. По оснивању Словенија је донирала 30.000 евра. КБС има у циљу деловање по НАТО стандардима.
Косовске безбедносне снаге добијају око 10 милиона евра годишње као донацију од Републике Турске, којом се уговара куповина војне опреме такође из Турске.

## Етничке мањине
| Етничка припадност | Износ |
| ------------------ | ----- |
| Турци              | 49    |
| Срби               | 45    |
| Бошњаци            | 43    |
| Ашкалије           | 30    |
| Египћани           | 14    |
| Хрвати             | 3     |
| Роми               | 3     |
| Горанци            | 1     |
| Немци              | 1     |

## Чинови Косовских безбедносних снага

### 2009—2012
|       | Генерали            | Генерали      | Генерали         |
| ----- | ------------------- | ------------- | ---------------- |
|       |                     |               |                  |
| radhë | Gjenerallejtënant   | Gjeneralmajor | Gjeneralbrigade  |
| Чин   | Генерал-потпуковник | Генерал-мајор | Бригадни генерал |

|       | Staff Officers | Staff Officers | Staff Officers | Официрски чинови | Официрски чинови | Официрски чинови |
| ----- | -------------- | -------------- | -------------- | ---------------- | ---------------- | ---------------- |
|       |                |                |                |                  |                  |                  |
| radhë | Kolonel        | Nënkolonel     | Major          | Kapiten          | Toger            | Nëntoger         |
| Чин   | Пуковник       | Потпуковник    | Мајор          | Капетан          | Први поручник    | Други поручник   |

|       | Подофирицски чинови | Подофирицски чинови | Подофирицски чинови | Подофирицски чинови | Војнички чинови | Војнички чинови |
| ----- | ------------------- | ------------------- | ------------------- | ------------------- | --------------- | --------------- |
|       |                     |                     |                     |                     |                 |                 |
| radhë | Rreshter Major      | Rreshter i parë     | Kapter              | Rreshter            | Tetar           | Ushtar          |
| Чин   | Заставник           | Водник прве класе   | Водник              | Млађи водник        | Десетар         | Разводник       |

### Од 2012 године
|       | Генерали            | Генерали      | Генерали         |
| ----- | ------------------- | ------------- | ---------------- |
|       |                     |               |                  |
| radhë | Gjenerallejtënant   | Gjeneralmajor | Gjeneralbrigade  |
| Чин   | Генерал-потпуковник | Генерал-мајор | Бригадни генерал |

|       | Staff Officers | Staff Officers | Staff Officers | Официрски чинови | Официрски чинови | Официрски чинови |
| ----- | -------------- | -------------- | -------------- | ---------------- | ---------------- | ---------------- |
|       |                |                |                |                  |                  |                  |
| radhë | Kolonel        | Nënkolonel     | Major          | Kapiten          | Toger            | Nëntoger         |
| Чин   | Пуковник       | Потпуковник    | Мајор          | Капетан          | Први поручник    | Други поручник   |

|       | Подофирицски чинови | Подофирицски чинови | Подофирицски чинови | Подофирицски чинови | Војнички чинови | Војнички чинови |
| ----- | ------------------- | ------------------- | ------------------- | ------------------- | --------------- | --------------- |
|       |                     |                     |                     |                     |                 |                 |
| radhë | Rreshter Major      | Rreshter i parë     | Kapter              | Rreshter            | Tetar           | Ushtar          |
| Чин   | Заставник           | Водник прве класе   | Водник              | Млађи водник        | Десетар         | Разводник       |

## Оружје и опрема

### Ватрено оружје
| Слика                | Оружје           | Чаура                    | Земља порекла               | Напомена                                                                                    | Референца          |       |       |
| Пушке                | Пушке            | Пушке                    | Пушке                       | Пушке                                                                                       | Пушке              | Пушке | Пушке |
| -------------------- | ---------------- | ------------------------ | --------------------------- | ------------------------------------------------------------------------------------------- | ------------------ | ----- | ----- |
|                      | Х&К Г36          | 5.56×45 mm НАТО          | Немачка                     | стандардна јуришна пушка                                                                    | [ 3 ]              |       |       |
|                      | Колт м4          | 5.56×45 mm НАТО          | Сједињене Државе            |                                                                                             | [ 4 ]              |       |       |
| Пиштољи              |                  |                          |                             |                                                                                             |                    |       |       |
|                      | FN Five-seven    | 9×19 mm Парабелум        | Белгија                     |                                                                                             | [ 3 ]              |       |       |
| Аутоматске пушке     |                  |                          |                             |                                                                                             |                    |       |       |
|                      | Х&К МP5          | 9×19 mm Парабелум        | Немачка / Турска            | неколико варијанти                                                                          | [ тражи се извор ] |       |       |
|                      | М84              | 9×19                     | Југославија/ СР Југославија | неколико варијанти                                                                          | [ тражи се извор ] |       |       |
| Снајперске пушке     |                  |                          |                             |                                                                                             |                    |       |       |
|                      | Barrett M82/M107 | 12.7×99mm NATO (.50 BMG) | Сједињене Државе            | Противматеријална снајперска пушка.                                                         | [ 5 ]              |       |       |
| Митраљези            |                  |                          |                             |                                                                                             |                    |       |       |
|                      | PMT-76-57A       | 7.62x51mm NATO           | Турска                      | Интегрисан је на оклопним возилима.                                                         | [ 6 ] [ 7 ]        |       |       |
| Бацач граната        |                  |                          |                             |                                                                                             |                    |       |       |
|                      | Х&К АГ36         | 40×46 граната            | Немачка                     |                                                                                             |                    |       |       |
|                      | БГМ-71 ТОВ       |                          | Сједињене Државе            |                                                                                             |                    |       |       |
| Противоклопно оружје |                  |                          |                             |                                                                                             |                    |       |       |
|                      | OMTAS            | 160 mm                   | Турска                      |                                                                                             | [ 7 ] [ 8 ] [ 9 ]  |       |       |
|                      | FGM-148 Javelin  | 127 mm                   | Сједињене Државе            | У процесу је наруџбине. Продају 246 јединица одобрио је Стејт департмент Сједињених Држава. | [ 10 ]             |       |       |
| Минобацачи           |                  |                          |                             |                                                                                             |                    |       |       |
|                      | Aselsan Alkar    | 120 mm                   | Турска                      | Самоходни минобацачки систем. Инсталиран на BMC Vuran.                                      | [ 7 ] [ 8 ]        |       |       |

### Возила
| Слика                                     | Име                     | Земља порекла    | Број | Напомена                                                                                          | Референца                          |
| Оклопна возила                            |                         |                  |      |                                                                                                   |                                    |
|                                           | Otokar Cobra            | Турска           | 16+  |                                                                                                   | [ 11 ] [ 12 ] [ 13 ] [ 14 ]        |
|                                           | Humvee                  | Сједињене Државе | 200+ |                                                                                                   | [ 15 ] [ 16 ] [ 17 ] [ 18 ] [ 19 ] |
|                                           | BMC Vuran 4x4           | Турска           | 4    |                                                                                                   | [ 1 ] [ 20 ]                       |
|                                           | BMC Kirpi               | Турска           | 10   |                                                                                                   | [ 1 ] [ 20 ]                       |
|                                           | M1117 Guardian          | Сједињене Државе | 55   |                                                                                                   | [ 21 ] [ 22 ]                      |
| Камиони                                   |                         |                  |      |                                                                                                   |                                    |
|                                           | Iveco Trakker           | Италија          |      |                                                                                                   |                                    |
|                                           | Mercedes-Benz Arocs 6x6 | Немачка          |      | КБС су купиле 12 камиона у 2018; додатна 3 је донирала немачка амбасада 2023. године.             | [ 23 ]                             |
|                                           | Mercedes-Benz NG 1017A  | Немачка          |      |                                                                                                   |                                    |
|                                           | RheinMetall MAN HX2 8x8 | Немачка          | 15   | КБС су купиле 10 камиона; 5 других је донирала немачка влада.                                     | [ 24 ] [ 25 ] [ 26 ]               |
|                                           | Unimog                  | Немачка          |      |                                                                                                   |                                    |
|                                           | MAN TGM                 | Немачка          | 2    | 2 камиона су донација Немачке за превоз опасног материјала.                                       | [ 27 ]                             |
| Комунална возила и неоклопни транспортери |                         |                  |      |                                                                                                   |                                    |
|                                           | Land Rover Defender     | Велика Британија |      |                                                                                                   |                                    |
|                                           | Mercedes-Benz G Class   | Немачка          | 44+  | Немачки контингент КФОР-а у Призрену 2018. године донирао је 44 возила Mercedes-Benz 250 GD Wolf. | [ 28 ]                             |
|                                           | Mercedes-Benz Sprinter  | Немачка          |      |                                                                                                   |                                    |
|                                           | Volkswagen Tiguan       | Немачка          |      |                                                                                                   |                                    |

### Ваздухоплови
| Слика               | Име                      | Земља порекла    | Број | Напомена | Референца            |
| Беспилотне летелице |                          |                  |      |          |                      |
|                     | Bayraktar TB-2           | Турска           | 5+   |          | [ 19 ] [ 29 ] [ 30 ] |
|                     | AeroVironment RQ-20 Puma | Сједињене Државе | 4-40 |          | [ 31 ] [ 32 ]        |